# Schlacht von Curtatone

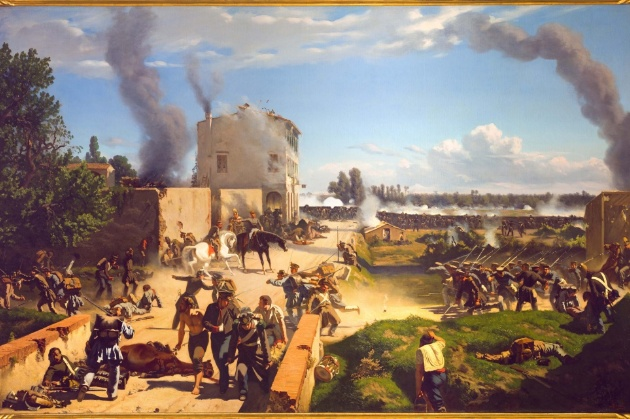
Szene aus der
Schlacht bei Curtatone

Die Schlacht bei Curtatone und Montanara (italienisch: Battaglia di Curtatone e Montanara) fand im Rahmen des Ersten Unabhängigkeitskrieges Italiens am 29. Mai 1848 im südwestlichen Vorfeld der Festung Mantua statt. Der Durchbruch der Österreicher gegenüber der „italienischen“ Freiwilligen-Division gelang erst nach mehreren Angriffen. Bei den Abwehrkämpfen zeichneten sich die bis dahin wenig beachteten toskanischen Freiwilligen aus, die sich lange gegen doppelt überlegene reguläre Armeetruppen behaupten konnten. Das Gefecht ging am folgenden Tag nahtlos in die für die Österreicher unglückliche Schlacht von Goito über, worauf der Fall der Festung Peschiera in die Hand der Piemontesen erfolgte.

## Vorgeschichte
Am 6. Mai 1848 war ein Angriff der Piemontesen unter König Karl Albert von den Österreichern unter Feldmarschall Radetzky in der Schlacht von Santa Lucia zurückgeworfen worden. In der von den Piemontern eingeschlossenen Festung Peschiera herrschte bereits Not an Lebensmittel und Munition, die österreichische Armee im Raum Verona selbst litt ebenfalls an mangelnden Nachschub. Die Verbindungen von den Ufern der Etsch und über die Alpen, welche die Armee seit zwei Monaten über Tirol verpflegte, waren nach der am 25. Mai erreichten Vereinigung mit dem 3. Armeekorps (FML von Thurn) nicht mehr ausreichend gewährleistet. Zudem war nach dem fehlgeschlagenen ersten Angriff auf Vicenza (23./24. Mai), die wichtigen rückwärtigen Verbindungen in Venetien noch immer von der Abschneidung bedroht.

## Marsch Radetzkys nach Mantua
Radetzky sah sich zu einer Unternehmung gezwungen, die auch wenn sie missglückte, doch der eigenen Armee für ihre Defensive eine bessere Versorgung bringen würde. Die Armee sollte dazu aus der Festung Verona auf die noch nicht so stark mitgenommene Straße zwischen Montagnana über Legnago nach Mantua verlegt werden. Gestützt auf diese Festung plante Radetzky die als schwach eingeschätzte rechte Flanke des Gegners zu umgehen und ihn dadurch aus seinen Stellungen zu drängen und nach einem weiteren Angriff in Richtung Goito vielleicht auch Peschiera zu entsetzen. Unter günstigen Annahmen sollte die sardische Hauptmacht von der Flanke her geschlagen, beim Missglücken der Operation, der Armee aber zumindest freie Hand bei den rückwärtigen Operationen behalten. Am späten Abend des 27. Mai rückte Radetzky mit 35–40.000 Mann und 151 Geschützen nach Mantua ab, FML Franz von Weigelsperg hatte derweil die Festung Verona mit 16.000 Mann zu sichern.
- Das 1. Armeekorps unter FML Graf Eugen von Wratislaw (15 Bataillone, 8 Eskadronen und 36 Geschütze) marschierte über Vigasio, Trevenzuolo und Castelbelforte und traf am 28. Mai nachmittags um 16:30 Uhr in Mantua ein.
- Das 2. Armeekorps unter FML Konstantin d’Aspre (17 Bataillone, 8 Eskadronen und 36 Geschütze) marschierte über Isola della Scala nach Castellaro, ihre Vorhut rückte am Abend des 28. Mai in die Festung ein, das Gros bezog Feldlager im Vorort San Giorgio.
- Das Reservekorps unter FML Gustav von Wocher (11 Bataillone, 28 Eskadronen und 79 Geschütze) nahm den Weg über Bovolone und Nogara und rückte in der Nacht zum 29. Mai in Mantua ein. Wochers Kolonne führte auch die Artilleriereserve und den Brückentrain mit sich.

## Lage bei den Italienern

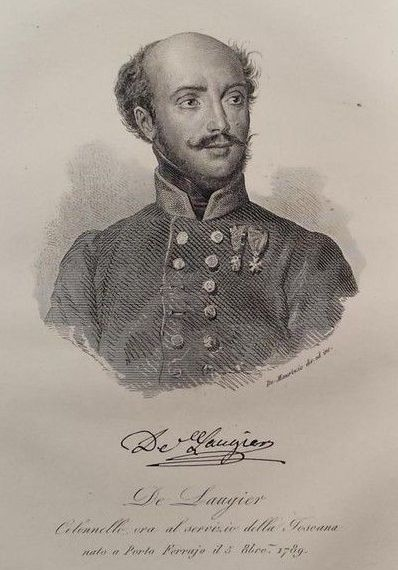
Cesare de Laugier de Bellecour

Den rechten Flügel der italienischen Mincio-Stellung zwischen Goito bis Mantua hielt die etwa 5500 Mann starke mit nur 9 Kanonen ausgestattete „italienische“ Freiwilligen-Division in einer Verteidigungslinie auf halber Strecke zwischen Goito und den Orten Curtatone und Montanara. In Sacca, Rivolta und Castellucchio standen dazu 2 Kompanien aus Lucca und ein Bataillon Freiwilliger aus Florenz. Curtatone wurde von Oberst Campia mit 2500 Mann, darunter 1 Bataillon neapolitanischer Freiwilliger gehalten. In Montanara verteidigte Oberst Giuseppe Giovannetti mit weiteren 2500 Mann, darunter das 2. Bataillon des neapolitanischen 10. Infanterie-Regiments. Zwischen Curtatone und dem See von Mantua befand sich ein morastiger Grund, der nach jedem starken Regen unter Wasser stand. Die Studenten von Pisa und die andere toskanischen Freiwilligen beschwerten sich vergebens beim sardischen General Bava, dass sie bereits wochenlang auf diesem feuchten Platz verharren mussten. Oberst Cäsar de Laugier war am 27. Mai zum Nachfolger des Grafen Ferrari, der nach Florenz abberufen worden war, zum Befehlshaber der toskanischen Division ernannt worden.
Laugier erhielt bereits am 28. Mai zwei Weisungen von General Eusebio Bava, dem ihm übergeordneten Befehlshaber des piemontesischen 1. Korps. Bei Ersteren wurde er aufgefordert seine Wachen zu verstärken und bei der zweiten den Feind unbedingt zu hindern, den Mincio zu passieren. Sollte er den Feind nicht standhalten können, müsste er seine Truppen nach Gazzoldo zurücknehmen, wo ihm die sardischen Reserven zur Hilfe kommen würden. Am frühen Morgen des 29. Mai erhielt Laurgier eine dritte Anweisung, indem er seine Division sofort nach Volta zurückziehen solle, falls er die Österreicher nicht aufhalten könne, wo er von den Reserven des Korps Bava gestützt werden würde.

## Der österreichische Angriff
Am Morgen des 29. Mai traten dann etwa 18.000 Mann, 2000 Reiter und 8 Batterien, in drei Kolonnen zum Angriff an:
- die 1. Kolonne bildete die Division Felix Schwarzenberg mit den Brigaden Benedek und Wohlgemuth mit etwa 8100 Mann
- die 2. Kolonne bildete die Division Karl Schwarzenberg, mit den Brigaden Strassoldo und Clam-Gallas, etwa 6800 Mann stark
- die 3. Kolonne stand im zweiten Treffen, jeweils etwa 2000 Mann und Reiter stand unter der Führung des Generalmajors Friedrich zu Liechtenstein.

Die Schlacht begann mit dem Angriff der Division Felix Schwarzenberg auf Curtatone. Nachdem die Brigade Benedek eingetroffen war, konnte das Geschütz nicht auffahren, bevor die Pioniere die Straßengräben überbrückt hatten. Das Szluiner-Regiment hatte zu plänkeln begonnen, als um 13 Uhr das Geschützfeuer eröffnet wurde. Die österreichische Infanterie stürmte vor, rechts nahm ein Bataillon des Regiments Paumgartten mehrere Häuser ein, links wurden ein Bataillon Gyulai und 2 Kompagnien Szluiner, welche Oberst Benedek persönlich vorführte, zweimal zurückgeschlagen. Die wenigen Geschütze von Kapitän Niccolini hielten dem Beschuss der österreichischen Artillerie lange Zeit stand. Bei der Abwehr zeichneten sich besonders das Studentenbataillon der Universitäten von Pisa und Siena aus. Der Geologe Prof. Leopoldo Pilla der zusammen mit seinen Schülern für die Unabhängigkeit kämpfte, wurde im Kampf getötet. Giuseppe Montanelli wurde verwundet und gefangen genommen, ebenso wie Oberst Campia. Bei Montanara schlugen die toskanischen Freiwilligen unter Oberst Giovannetti zwei Angriffe des Feindes zurück, und die Infanterie des 10. neapolitanischen Regiments konkurrierte mit den Toskanern an Tapferkeit. Die Brigade Wohlgemuth rückte auf der Hauptstraße zur Unterstützung Benedeks vor. Links davon hatten die Ungarn und Kroaten ihre Angriffe wiederholt und auch die dortige Schanze genommen. Das gleichzeitige Eintreffen des Oguliner-Regiments sicherte endlich den Besitz des Ortes.
Mit dem Gros seiner Brigade wandte sich Oberst Benedek nach links und zog längs den Linien gegen Montanara, um auch hier den Ausschlag zu geben. Der General ließ seine Regimenter Prohaska und Gradiscaner durch die dortigen Pflanzungen ihren Weg bahnen, wodurch sie vor der Wirkung des feindlichen Geschützes getarnt waren. Die linke Flanke griffen die Gradiscaner an und mussten weichen, ein Bataillon der Hohenlohe-Infanterie erneuerte den Angriff und hatte dasselbe Los, glücklicher kämpfte das Regiment Prohaska.
Fürst Liechtenstein hatte derweil ohne Widerstand den Übergangspunkt Buscoldo besetzt. Nachdem er zur Deckung seiner Flanke Vorkehrungen getroffen hatte, wandte er sich rechts und erschien auf der Straße von Montanara im Rücken der italienischen Stellung. Seiner Infanterie eilten Husaren, Ulanen, Kroaten und Jägern nach und es gelang diesen, ein von Montanara zur Verstärkung herangeführtes Bataillon Neapolitaner gefangen zu nehmen. Eine vom Fürsten Liechtenstein entsendete Jägerkompanie des Regiments Kaiser, welche dem Feinde in Rücken und Flanke kam, trug zum abschließenden Erfolg bei. Gleichzeitig war auch der von 2 Kompagnien Toskanern besetzte Friedhof genommen worden. Von 4 Geschützen im Rücken beschossen wandten sich die toskanischen Reserven um und warfen sich in drei auf dieser Seite gelegene Weiler Villani, Casanuova und Rocca. Hier leistete die toskanische Jugend den österreichischen Jägertruppen des 9. Bataillons und den Ungarn des Regiments Franz Carl noch beachtlichen Widerstand. Als die Munition ausgegangen war, traten die Toskaner den Rückzug nach Gazzoldo an.
Endlich waren alle Höfe des Ortes erstürmt, 5 Kanonen erobert, und alle Truppenteile die nach Marcaria und Bozzolo entweichen konnte, mussten die Waffen strecken. Die toskanische Division wurde zu ihrer Herstellung in die zweite Linie genommen und nach Montechiaro zurückgezogen. Zusammen mit den Neapolitanern hatte man im Gefecht 166 Tote und 518 Verwundete verloren, 1178 Mann fielen in Gefangenschaft. Die Angriffe hatten bei den Österreichern etwa 600 Mann außer Gefecht gesetzt: 8 Offiziere und 87 Mann waren tot, 27 Offiziere und 488 Mann waren verwundet und 63 Mann wurden vermisst.

## Folgen
König Karl Albert hatte vom Eintreffen der Österreicher in Mantua am 28. Mai erfahren und sich nach Valeggio verfügt. Die Nachricht vom Rückzug der Toskaner bewog ihn sein 1. Korps unter Eusebio Bava auf das rechte Ufer des Mincio herüberzuziehen und eine Flankenstellung bei Goito einzunehmen. Am selben Tag versuchten 6000 Österreicher vom Forte Rivoli herunter anzugreifen um zur belagerten Festung von Peschiera durchzubrechen und diese mit Lebensmitteln zu versorgen. Auch in diesem Fall waren die Österreicher nicht in der Lage, ihren Auftrag zu erfüllen, da italienische Freiwillige in Colmasino tapfer Widerstand leisteten, bis sich die Österreicher nach der Ankunft der Streitkräfte des Generals Michele Bes überhaupt ganz hinter Cavaglione zurückziehen mussten. Als Folge dieses Angriffes ergab sich am 30. Mai die bereits geschwächte österreichische Garnison von Peschiera, die seit dem 26. Mai keine Lebensmittel mehr hatte. Die Garnison ging unter General Joseph von Rath mit 1200 Mann in Gefangenschaft, 125 Festungsgeschütze wurden übergeben.